# Wilson Rojas
Wilson Alejandro Rojas Barrera (* 11. November 1966 in Chillán) ist ein ehemaliger chilenischer Fußballspieler. Der Innenverteidiger bestritt drei Länderspiele. 

## Karriere

### Verein
Wilson Rojas spielte einen Großteil seiner Karriere beim CD O’Higgins. 1985 debütierte der Abwehrspieler beim Klub aus Rancagua in der Primera División und beendete dort 1997 seine Karriere. Ab Mitte 1987 bis Jahresende war er an Cobreandino und 1991 an Deportes Antofagasta ausgeliehen. 1997 wechselte Rojas zu Deportes Temuco, kehrte aber nach nur kurzer Zeit wieder zu O’Higgins zurück.

### Nationalmannschaft
Wilson Rojas wurde von Nationaltrainer Mirko Jozić für die drei Freundschaftsländerspiele im März 1993 nominiert. Er debütierte gegen Frankreich, als er in der 74. Spielminute für Pedro González eingewechselt wurde und stand danach in den beiden weiteren Spielen gegen Saudi-Arabien auf dem Feld. Dies blieben seine einzigen drei Einsätze in der chilenischen Nationalmannschaft.